# Spolarics Andrea
Spolarics Andrea (Pécs, 1964. február 19.) Jászai Mari- és Aase-díjas magyar színésznő, egyetemi oktató.

## Életpályája
Szülei: Spolarics László és Bozsits Mária. 1982–1986 között a Színház- és Filmművészeti Főiskola hallgatója volt Szinetár Miklós osztályában. 1986–1988 között a Madách Színházban játszott. 1988–1992 között a szolnoki Szigligeti Színház színésze volt. 1992–1996 között a kolozsvári Babeș–Bolyai Tudományegyetem színész szakán tanított. 1992–1997 között a Kolozsvári Állami Magyar Színházban lépett fel. 1997 és 2014 között a Bárka Színház, 2015-től a Budaörsi Latinovits Színház tagja. A Keleti István Művészeti Szakközépiskola tanára.

## Színházi munkái
A Színházi Adattárban regisztrált bemutatóinak száma: színészként: 77; rendezőként: 5.

### Színészként
| - García Lorca: Vérnász....Nyoszolyólány - Miller: A salemi boszorkányok....Mercy Lewis - Száraz György: Hajnali szép csillag.... - Molière: Képzelt beteg....Toinette - Krleľa: Szentistvánnapi búcsú.... - Rostand: Cyrano de Bergerac.... - Osztrovszkij: Jövedelemező állás....Sztyosa - Higgins: Maude és Harold....Marie - Dumas: Kean, a színész....Amy grófnő - Csehov: Cseresznyéskert....Sarlotta - Szomory Dezső: Takáts Alice....Helvét Cica - Coward: Szénaláz....Jackie Coryton - Szakcsi Lakatos Béla: A bestia....Szeréna - Molnár Ferenc: Az üvegcipő....Irma - William Shakespeare: Antonius és Kleopátra.... - Kafka: A kastély....Frida - Kander-Ebb: Chicago....Velma Kelly - William Shakespeare: Ahogy tetszik....Rosalinda - Kálmán Imre: Az ördöglovas....Anina Miramonti - Bond: Balhé....Pam - Szilágyi Andor: A rettenetes anya avagy, a Madarak Élete....Hanna - Schwartz: Hit kell!.... - Camus: A félreértés....Martha - Ibsen: A vadkacsa....Gina Ekdal - Szigligeti Ede: Liliomfiék.... - Schikaneder: Legenda a varázsfuvoláról....Barbara - Ionesco: A kopasz énekesnő....Mrs. Smith - Molière: Tartuffe, avagy a rajongás komédiája....Mariane társalkodónője - Spiró György: Az imposztor....Kaminska - Székely János: Mórok....Margit - William Shakespeare: A Windsori víg nők....Sürge asszony - Füst Milán: Máli néni....Tilda - Bulgakov: Képmutatók cselszövése (Molière)....Mariette Rivaille - William Shakespeare: Vízkereszt, vagy amit akartok....Feste | - Lope de Vega: A kertész kutyája....Diana - Molnár Ferenc: Liliom.... - Gombrowicz: Operett....Himaláj hercegné - Kárpáti Péter: Méhednek gyümölcse....Jutka - Vörösmarty Mihály: Csongor és Tünde....Mirigy - Kárpáti Péter: Díszelőadás.... - Fo: Csak asszonyok.... - Tasnádi István: Titanic vízirevü....Borzák Nóra - Victor Hugo: A párizsi Notre-Dame....Gudula - Kárpáti Péter: Világvevő....Ilka - Mackenzie: Előhívás....Madame - William Shakespeare: Szentivánéji álom....Titánia; Hippolyta - Mohácsi: A vészmadár - avagy hamar munka ritkán jó....Ágnes - Pirandello: Hat szereplő szerzőt keres....Anya - Csehov: Három nővér....Olga - William Shakespeare: Rómeó és Júlia....Dajka - Weöres Sándor: Theomachia....Rhea - Schiller: Stuart Mária....Stuart Mária - Berg: Helge élete....Helge anyja; Lány; Ápolónő - Brecht: Koldusopera....Peacockné - Bereményi Géza: Az arany ára....Csöpi - Mundruczó-Bíró: Frankenstein-terv....Viktória/rendőr (váltott szereposztás) - Spiró György: Ahogy tesszük....Anyós - Hrabal: Vasárnap nem temetünk.... - Siltanen-Uotinen: Piaf Piaf....La Mome Bijou - Wright: De Sade pennája....Renée Pélagie - Nádas Péter: Találkozás....Mária - Nádas Péter: Temetés.... - Trier: Dogville....Vera - Barker: Victory (Győzelem)....Bradshaw - Pirandello: Nem tudni, hogyan....Ginevra - Dinyés Dániel: Párkák....Andika - Hoffmann: Éjféli mesék.... - Maslowska: Lángoló kerékpár....Pici Jégkislány - Ödön von Horváth: Vasárnap 16:48....Leimgruber néni |

### Rendezőként
- Örkény István: Kulcskeresők (1996)
- William Shakespeare: Ahogy tetszik (1996)
- Molnár Ferenc: Üvegcipő (1997)
- Szirmai Albert: Mágnás Miska (2007)
- Tebelak: Girlspell (2009)

## Filmjei
| - A tanítónő (1985) - Zojka szalonja - (1986) - Az öreg tekintetes (1987) - Dada (1987) - Fűszer és csemege (1988) - Malom a Séden (1988) - Kanári - Kosztolányi Dezső (1994) - A windsori víg nők (1994) - Családi kör (1999) - A harmadik fiú (2006) - Egy nő igaz története (2007) - Munkaügyek (2012) - Csak színház és más semmi (2016) - Alvilág (2019) - 200 első randi (2018-2019) - Bátrak földje (2020) - Tündérkert – Kísértések kora (2023) - A renitens (2025) | - Halálutak és angyalok (1991) - Bóbita (1998) - A fény ösvényei (2005) - A nyomozó (2008) - Papírkutyák (2009) - Anyám és más futóbolondok a családból (2015) - Kilakoltatás (2021) - Árni (2023) - Kari Swenson elrablása: Kari Swenson - Tracy Pollan |

## Díjai és kitüntetései
- UNITER-díj (1991)
- Poór Lili-díj (1996)
- Jászai Mari-díj (2004)
- Aase-díj (2019)
- Magyar Filmkritikusok díja (2025) - Legjobb női epizódalakítás